# Arco (Minnesota)
Pour les articles homonymes, voir Arco.
La ville américaine d’Arco est située dans le comté de Lincoln, dans l’État du Minnesota. Lors du recensement de 2010, sa population s’élevait à 75 habitants.